# Dodonaea heteromorpha
Dodonaea heteromorpha är en kinesträdsväxtart som beskrevs av J. West. Dodonaea heteromorpha ingår i släktet Dodonaea och familjen kinesträdsväxter. Inga underarter finns listade i Catalogue of Life.